# Émile Le Camus
Émile Le Camus, de son nom complet Émile-Paul-Angel Constant Le Camus, né le 24 août 1839 à Paraza (Aude, France) et mort le 28 septembre 1906 à Castelnaudary (Aude, France), est un théologien, bibliste, prédicateur et prélat catholique français, évêque de La Rochelle de 1901 jusqu'à sa mort. Il est connu pour ses positions séparatistes lors de la séparation de l'Église et de l'État.

## Biographie

### Formation et prêtrise
Issu d'une famille modeste originaire du Minervois, son père était officier de santé. Né à Paraza (Aude), il intègre le séminaire de Carcassonne, puis entre au séminaire Saint-Sulpice et commence sa carrière au diocèse de Narbonne. 
En 1861, il se rend à Rome, où il reçoit son doctorat en théologie. L'année suivante, le 20 décembre 1862, il est ordonné prêtre à Carcassonne.
C'est un orateur remarquable, et, en 1867, il est invité à prêcher le carême à Avignon, ville dont il est nommé chanoine honoraire. 
Lors du Concile Vatican I, Félix-Joseph-François-Barthélemy de Las Cases, évêque de Constantine, le choisit comme théologien.

### Étude de la Bible
En 1875, Le Camus est nommé directeur adjoint de l'école de l'ordre dominicain à Sorèze, en France, mais peu de temps après il devient chef de la nouvelle école Saint-François-de-Sales, qu'il a créée à Castelnaudary. Il y travaille jusqu'en 1887, puis démissionne pour se consacrer exclusivement à l'étude du Nouveau Testament.
En 1888, pour se doter correctement pour cette étude, et en particulier pour étudier la topographie de la Palestine, il fait son premier voyage en Orient. Il les complètera de nombreux voyages dont les résultats et les études seront publiées à plusieurs reprises. C'est sa connaissance du Proche-Orient qui l'a fait rechercher comme collaborateur au « Dictionnaire de la Bible » de Vigouroux. Parallèlement à ses études bibliques, le père Le Camus prêche à Lyon, Montpellier, Paris et Rome.

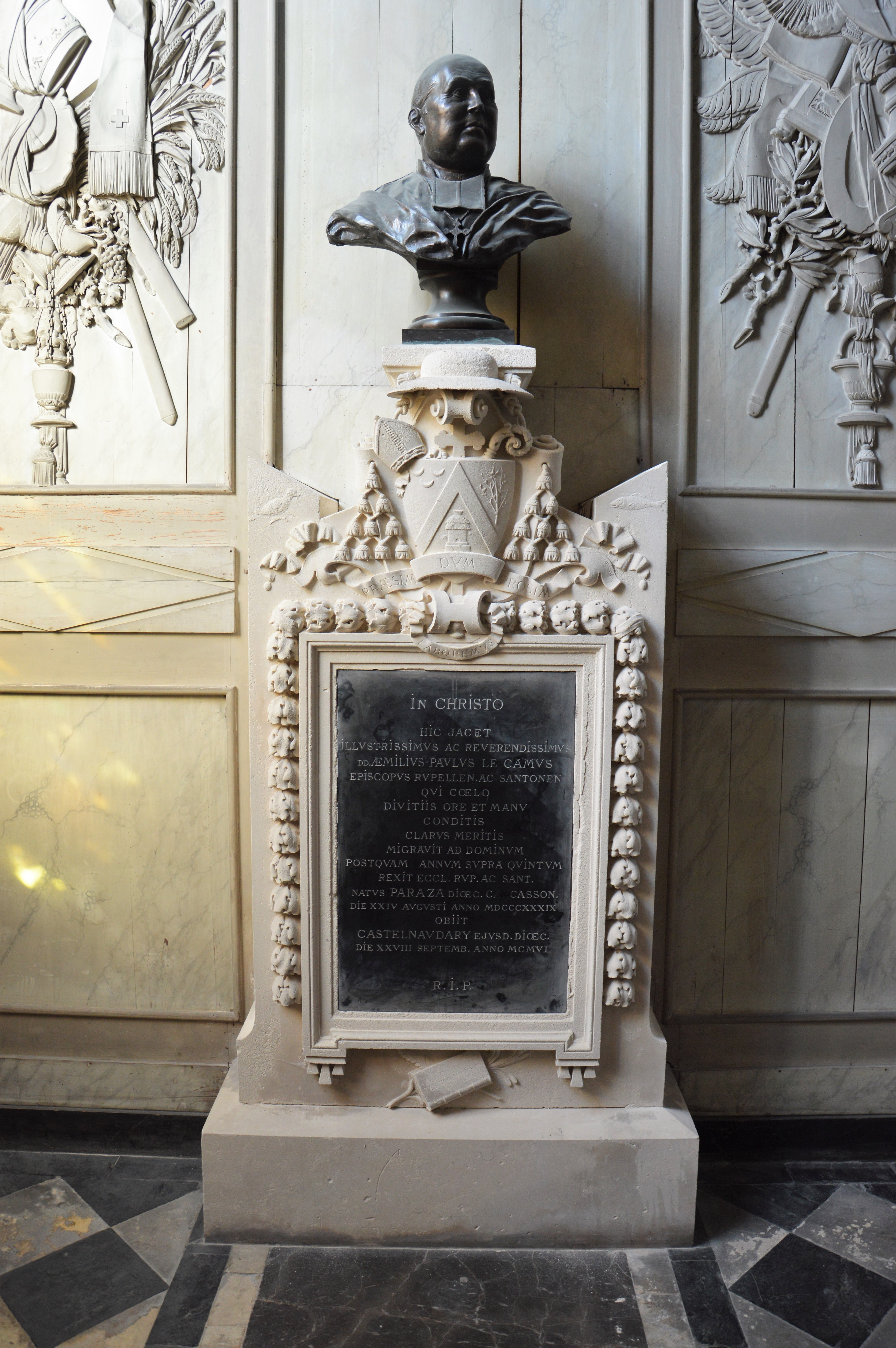
Tombe d'Emile Le Camus dans la cathédrale Saint-Louis de La Rochelle.

### Épiscopat
Le 5 avril 1901, il est nommé évêque de La Rochelle et Saintes par le pape Léon XIII. Il est consacré à Carcassonne, le 2 juillet 1901, par le cardinal Victor Lecot, assisté de Eudoxe Irénée Mignot et Pierre-Eugène Rougerie.
Devenu évêque, il entreprend tout de suite la réforme des études bibliques dans le grand séminaire de La Rochelle. Mais rapidement, la séparation de l’Église et de l’État absorbe son énergie. De tendances libérales, il s'y déclare ouvertement favorable, ce qui est, à l’époque, inouï pour un évêque.
Il meurt brusquement le 28 septembre 1906 à Castelnaudary.

## Publications
- Tirer le bien du mal, considérations sur la suite à donner au régime de la séparation (1906)
- Origines du christianisme. L'Oeuvre des apôtres, par Mgr Le Camus,... (1905)
- Fausse exégèse, mauvaise théologie, lettre aux directeurs de mon séminaire, à propos des idées exposées par M. A. Loisy dans "Autour d'un petit livre" (1904)
- Seconde sentence de la Sacrée Congrégation du Concile contre M. Camiade, prêtre de notre diocèse (1903)
- Lettre de Mgr l'évêque de La Rochelle et Saintes annonçant aux fidèles de son diocèse la mort du souverain pontife Léon XIII. (21 juillet 1903.) (1903)
- Lettre de Mgr l'évêque de La Rochelle et de Saintes réglant la réorganisation des études ecclésiastiques dans son grand séminaire de La Rochelle. (30 septembre 1901.) (1901)
- Lettre pastorale de Mgr... à l'occasion de son arrivée dans son diocèse. (Donné à Carcassonne.) (1901)
- Lettre de Mgr l'Évêque de La Rochelle et Saintes réglant la réorganisation des études ecclésiastiques dans son grand séminaire de La Rochelle (1901)
- Les Chants et les jeux traditionnels des enfants de Nazareth (1898)
- Lettre de M. l'abbé Le Camus au T. R. P. Émonet,... sur les affaires de l'école Saint-François-de-Sales (1894)
- La Théologie populaire de N.-S. Jésus-Christ, conférences prêchées à Paris (église des Carmes), par l'abbé Le Camus,... (1891)
- Origines du christianisme. L'Oeuvre des apôtres, par l'abbé É. Le Camus,... (1891)
- Notre voyage aux pays bibliques (1890)
- La vie de N.-S. Jésus-Christ (1883)
- École Saint-François de Sales, Castelnaudary. De l'Esprit de l'école, discours prononcé à la distribution... des prix, le 25 juillet 1877, par M. l'abbé É. Le Camus,... (1877)
- Préparation exégétique à la vie de N.-S. Jésus Christ, ou Examen critique des récits de l'Évangile (1869)
- Lettre de M. l'abbé Le Camus aux directeurs de "la Croix du Sud" et du "Courrier de l'Aude", sur les affaires de l'école Saint-François-de-Sales de Castelnaudary. [27 mai 1894.]
- École Saint-François de Sales, Castelnaudary. De l'Avenir des collèges catholiques, discours prononcé à la distribution solennelle des prix, le 24 juillet 1878, par M. l'abbé É. Le Camus,...